# Derek Mears
Derek Mears est un cascadeur et acteur américain né le 29 avril 1972. Il est surtout connu pour son rôle de Jason Voorhees dans le remake de Vendredi 13.

## Biographie
Derek Mears est né à Bakersfield (Californie).
Mears a été au générique de nombre de productions en tant que cascadeur ou figurant. Il a tenu des seconds rôles dans Urgences, Alias, Nash Bridges, Men in Black 2, The Shield, Les Experts : Manhattan, Earl, Mr. et Mrs. Smith, Les Experts : Miami et La colline a des yeux 2. En tant que cascadeur il apparaît aux génériques de Pirates des Caraïbes : Le Secret du coffre maudit, Indiana Jones et le Royaume du crâne de cristal et Les Rois du patin, ainsi que diverses séries télé comme Angel ou Bones.
Il a obtenu son premier rôle en tête d'affiche dans la nouvelle version de Vendredi 13 sortie en 2009. Il a été recommandé aux producteurs Brad Fuller et Jason Form de Platinum Dunes par le gourou des effets spéciaux Scott Stoddard qui a créé le nouveau look de Jason Voorhees. De par sa taille (1.96 m) il est le plus grand acteur, avec Ken Kirzinger ayant interprété le rôle de Jason.
Dans Predators il obtient le rôle du « Predator original », respectant le design du premier film de la franchise, en opposition aux nouveaux Predators, d’une espèce différente, au look revisité. 
En 2012, il joue divers rôles dans la série télévisée Sleepy Hollow dont Moloch ou le Golem dans l'épisode 10 de la première saison.
Dans Hansel and Gretel: Witch Hunters il joue le rôle d'un troll sympathique.
Dans Dead Snow 2 il apparait dans le second rôle d’un zombie russe.

## Filmographie

### Films
- 2002 : Signes : l'alien
- 2005 : Cursed : Loup-Garou
- 2005 : Zathura : Une aventure spatiale (Zathura: A Space Adventure) : Lead Zorgon
- 2007 : La colline a des yeux 2 : Caméléon
- 2009 : His Name Was Jason: 30 Years of Friday the 13th : Lui-même (Documentaire)
- 2009 : Vendredi 13 : Jason Voorhees
- 2010 : Predators : Predator
- 2011 : Pirates des Caraïbes : La Fontaine de jouvence : quartier-maître zombie
- 2011 : Arena : Brutus Jackson
- 2013 : Hansel and Gretel: Witch Hunters : Edward
- 2014 : Dead Snow 2 (Død Snø 2) de Tommy Wirkola : Commandant Stavarin
- 2017 : I Don't Feel at Home in This World Anymore de Macon Blair :
- 2017 : Twin Peaks (saison 3, épisode 13) : Renzo
- 2019 : Alita: Battle Angel : Romo
- 2019 : Swamp Thing : Swamp Thing
- 2020 : Legends of Tomorrow (saison 5, épisode 1) : Swamp Thing
- 2023 : Titans (caméo saison 4, épisode 9) : Swamp Thing